# Dario Nicoletti
Dario Nicoletti (Mariano Comense, 7 marzo 1967) è un ex ciclista su strada italiano, professionista dal 1991 al 1997. In carriera vinse un Giro di Campania, nel suo anno di esordio, fra i professionisti.

## Palmarès
- 1990 (dilettanti)

Gran Premio Palio del Recioto
Piccolo Giro di Lombardia
- 1991 (Colnago-Lampre, una vittoria)

Giro di Campania

### Altri successi
- 1997 (MG Maglificio)

2ª tappa Hofbrau Cup (Enzklösterle > Wildbad, cronosquadre)

## Piazzamenti

### Grandi Giri
- Giro d'Italia

1991: 102º
1992: 137º
1993: 109º
1994: 83º
- Vuelta a España

1993: 99º

### Classiche monumento
- Milano-Sanremo

1991: 122º
1993: 136º
1997: 85º
- Giro delle Fiandre

1997: 45º
- Parigi-Roubaix

1997: 48º